# Isabelle Périer
Pour les articles homonymes, voir Périer.
Isabelle Périer (30 août 1978 - 17 septembre 2017) est une enseignante-chercheuse en littérature comparée, ancienne élève de l'École normale supérieure de Lyon (ENS-LSH), agrégée de lettres classiques, autrice de jeux de rôle, éditrice et autrice au Département des sombres projets et co-rédactrice en chef de Jeu de Rôle magazine.

## Biographie
Isabelle Périer naît le 30 août 1978 à Bois-Colombes. Elle découvre les jeux vidéo en 1989, à l'âge de 11 ans, en se faisant offrir une console NES. Elle commence à jouer à des jeux de société au lycée vers 1993-1994, en particulier Diplomatie, et commence à jouer aux jeux de rôle avec son groupe de joueurs, avec Scales ; elle en vient à maîtriser à Nephilim 2e édition. Elle rencontre Sébastien Célerin, alors assistant éditorial pour Multisim, lors d'une partie de démonstration du jeu Chroniques de l'Apocalypse à la boutique Phénomène J (Paris) ; celui-ci la recontacte plus tard pour écrire un supplément pour un jeu qui deviendra Nephilim : Révélation (2001-2005). Elle écrit des articles pour Casus Belli (2e période, 2002-2006), alors dans le giron de Multisim.
En parallèle, elle suit des études de lettres classiques : après un baccalauréat série S en 1996 au lycée Albert-Camus de Bois-Colombes, elle suit une classe préparatoire au lycée Claude-Monet, où elle rencontre Fabien Clavel, puis obtient une maîtrise en lettres classiques en 1999 à l'ENS Lyon. Elle est alors en couple avec Éric Paris, créateur du jeu de rôle Les Héritiers. Elle suit un DEA d'Histoire antique (2000-2001) puis passe le CAPES (2002) et l'agrégation (2003) en lettres classiques, préparés à la Sorbonne et à l'IUFM de Saint-Germain-en-Laye. En 2010, elle obtient le titre de docteure en littérature comparée à l’Université de Grenoble-Stendhal III ; sa thèse, effectuée sous la direction de Michel Viegnes, est intitulée « Mythe et épopée en science-fiction : technoscience, sacré et idéologie dans les cycles d'Herbert, Simmons, Banks, Hamilton, Bordage et Ayerdhal ».
Après sa thèse, elle est recontactée par Sébastien Célerin pour travailler sur le jeu de rôle Kadath (Les XII Singes, 2011) puis elle devient directrice littéraire au Département des sombres projets pour le jeu Mournblade (2012). Elle travaille également sur Wasteland puis devient rédactrice en chef et secrétaire de direction de Jeu de rôle magazine lorsque le titre est racheté par le Département des sombres projets. Elle continue à travailler sur le jeu Les Héritiers.
Qualifiée aux fonctions de maître de conférence en littérature comparée en 2012, elle effectue un travail de recherche centré sur la littérature de fantasy et de science-fiction ainsi que sur le jeu de rôle. Elle enseigne également les lettres classiques et l'histoire des arts au lycée Julie-Victoire-Daubié d'Argenteuil, avec Fabien Clavel comme collègue.
En 2013, elle publie Vélins Carminae avec Frédéric Weil, un recueil de poème sur le jeu Nephilim. En 2014, elle devient co-rédactrice en chef de Jeu de rôle magazine avec Sébastien Célerin. 
Elle meurt subitement le 17 septembre 2017 des suites d'une embolie pulmonaire.

## Conférences
Liste de conférences
- Isabelle Périer « Fantasy et science-fiction : transcendance et appareil, révolution et conservation » (2007) 
—« Fantasy : le merveilleux médiéval aujourd'hui », Actes du colloque du CRELID
- Isabelle Périer « Dan Simmons ou que se passe-t-il lorsque la science-fiction rêve de littérature ? » (2009) 
—« À quoi rêve la science-fiction aujourd’hui ? » Actes du colloque de Cerisy
- Isabelle Périer « The Tudors ou quand l’histoire se répète » (15 septembre 2011) 
—Sens et motifs de la récurrence dans les séries télévisées[12]
- Isabelle Périer « L'extraterrestre comme figure de l'altérité quasi-divine en littérature » (27-28 octobre 2011)  (consulté le 18 mai 2023)
—Réflexions autour de l'altérité : figures de l'extraterrestre
- Isabelle Périer « La fin du monde selon Maurice G. Dantec. Christianisme, décadence et postmodernité » (4 mai) 
—Fin(s) du monde, colloque de l’Université Sorbonne Nouvelle-Paris III
- Isabelle Périer « Le regard du fou chez Chuck Palahniuk » (18-20 octobre 2012)  (consulté le 18 mai 2023)
—Les narrateurs fous. Mad Narrators[13]
Isabelle Périer, « Le regard du fou chez Chuck Palahniuk », dans Les narrateurs fous. Mad Narrators, Pessac, Maison des Sciences de l’Homme d’Aquitaine (ISBN 978-2-85892429-5, présentation en ligne)
- Isabelle Périer « Destin, Providence et temps cyclique. Quelle liberté pour les personnages du Battlestar Galactica ? » (3 décembre 2012) 
—Philoséries Battlestar Galactica, UFR de philosophie de l’Université Paris I – Panthéon Sorbonne
- Isabelle Périer « Passages et lieux de passage dans le cycle de « Tyranaël » d’Élisabeth Vonarburg » (11-13 avril 2013)  (consulté le 18 mai 2023)
—colloque sur les lieux de passage de l’Université de La Rochelle
- Isabelle Périer « Le jeu de rôle, une autre forme de narration sérielle ? » (17 mai 2013) 
—Narrations sérielles et transmédialité » organisé par le Centre d’Études et de Recherches Comparatistes de l’Université Sorbonne Nouvelle – Paris III, en collaboration avec l’Université d’Amsterdam
- Isabelle Périer « Représenter le jeu : l’exemple de The Player of games de Iain M. Banks » (14 juin 2014) 
—Représentations du jeu dans la littérature anglophone (XIXe – XXIe siècles) » organisée par OVALE, laboratoire doctoral de littérature anglophone
- Isabelle Périer « Adaptation et transmédialité. Kadath ou la Cité Inconnue » (13-14 juin 2013)  (consulté le 18 mai 2023)
—colloque « Présence de Lovecraft : l’illustration en question » de l’Université de Clermont-Ferrand
- Isabelle Périer « Stelarc et la posthumanité » (21-23 novembre 2013)  (consulté le 18 mai 2023)
—colloque « Littératures de l’imaginaire, arts visuels et musique (19e – 21e siècle) » organisé par le CERLI en collaboration avec le Centre d’Études sur les Représentations : Idées, Esthétique, Littérature (CERIEL) de l’Université de Strasbourg, à l’IUFM d’Alsace
- Isabelle Périer « Lecteurs, joueurs, scripteurs, auteurs : le monde du jeu de rôle ou comment relativiser certaines notions » (8 février 2014) 
—journées d’étude « Interactivité et transmédialité » tenues dans le cadre du séminaire « Narrations sérielles et transmédialité » organisé par le CERC de l’Université Sorbonne Nouvelle – Paris III en collaboration avec l’Université d’Amsterdam
- Isabelle Périer « Psycho-pass, une dystopie postmoderne ? » (24-25 avril 2014)  (consulté le 18 mai 2023)
—Contrôle et contrainte en science-fiction dans le cadre des troisièmes journées d’études « Stella Incognita » à l’Université de Picardie-Jules Verne
- Isabelle Périer « De la fiction romanesque au monde ludique » (19 juin 2014) 
—colloque « Mondes possibles, mondes numériques : enjeux et modalités de l’immersion fictionnelle » organisé à l’Université du Maine dans le cadre des travaux du 3L.AM par Laurent Bazin, Anne Besson et Nathalie Prince[14]
 « De la fiction romanesque au monde ludique », dans Mondes fictionnels, mondes numériques, mondes possibles, PUR, 2016, p. 185-200
- Isabelle Périer « Le jeu de rôle, une autre forme de littérature de jeunesse ? » (24-26 septembre 2014)  (consulté le 18 mai 2023)
—La littérature de jeunesse dans le jeu des cultures matérielles et médiatiques : circulations, adaptations, mutations, colloque organisé par l’Université Paris 13
[vidéo] « Isabelle Périer : « Le jeu de rôle : une autre forme de littérature de jeunesse ? » », sur YouTube
- Isabelle Périer « Cette Chimère qu’est le steampunk… » (15-17 octobre 2014)  (lire en ligne, consulté le 18 mai 2023)
—Au-delà des frontières : Hybridation des formes et des genres dans les littératures de l’imaginaire contemporaines (XXe – XXIe siècles), colloque organisé par l’Université Bordeaux-Montaigne
- Isabelle Périer « Imaginaire et poétique du voyage chez Pierre Bordage et Dan Simmons » (20-22 novembre 2014)  (consulté le 18 mai 2023)
—Mobilités dans les récits et les arts visuels de fantastique et de science-fiction. XIXe – XXIe siècles : quête et enquête(s), colloque organisé par le CERLI et IMAGER à l’IUT Sénart Fontainebleau
- Isabelle Périer « Maurice G. Dantec ou le vertige des contrastes » (30-31 janvier 2015)  (consulté le 18 mai 2023)
—Le présent et ses doubles. Anticipation, réalité décalée et uchronie dans le roman français contemporain, journée d’études de la SELF XX-XXI organisée par Simon Bréan et Irène Langlet
- Isabelle Périer « Les exergues du Cycle de Dune » (12-13 février 2015)  (consulté le 18 mai 2023)
—Théories et esthétique des genres de l’imaginaire : autour des travaux de Maurice Lévy et Jacques Goimard, colloque hommage CERLI/CLARE organisé par Gilles Ménégaldo, Lauric Guillaud, Christian Chelebourg et Natacha Vas-Deyres
- Isabelle Périer « Le Livre de base de jeu de rôle : du mode d’emploi au support de rêverie » 
—Journées d'études « Les quarante ans du jeu de rôle », 12 juin 2015
- Isabelle Périer « Pour une poétique des valeurs en jeu de rôle » 
—Jeu de rôle : engagement et résistance, 17 juin 2017
« Pour une poétique des valeurs en jeu de rôle » [MP3], sur Cendrones (consulté le 19 septembre 2017)
[vidéo] « Pour une poétique des valeurs en JdR », sur YouTube

## Articles

### Publications universitaires
- « De la mythocritique à la mythanalyse : rêve de transcendance et transhumanisme », Sociétés, vol. 3, no 113,‎ 2011, p. 63-72 (lire en ligne, consulté le 18 septembre 2017)
- « Postmodernisme et hybridation chez Maurice G. Dantec », ReS Futurae, no 3,‎ 2013 (ISSN 2264-6949, lire en ligne, consulté le 18 septembre 2017)
- « Grimm et Once upon a time, entre contes et séries télévisées », Strenae, no 8,‎ 2015 (ISSN 2109-9081, lire en ligne, consulté le 18 septembre 2017)
- « Liber mundi ou le vertige des contrastes chez Maurice G. Dantec », ReS Futurae, no 7,‎ 2016 (ISSN 2264-6949, lire en ligne, consulté le 18 septembre 2017)
- « De la fiction romanesque au monde ludique », dans Mondes fictionnels, mondes numériques, mondes possibles, PUR, 2016, p. 185-200
- « Le jeu de rôle, une autre forme de narration sérielle ? », Itinéraires, vol. 2,‎ 2016-2017 (ISSN 2427-920X, lire en ligne, consulté le 18 septembre 2017)
- « Lorsque meurent les souverains : contours de l’épicisme de Laurent Gaudé dans La mort du roi Tsongor et Pour seul cortège », Revue critique de fixxion française contemporaine, no 14,‎ 2017, p. 95-105 (ISSN 2033-7019, lire en ligne, consulté le 18 septembre 2017)
- « Lecteurs, joueurs, scripteurs, auteurs : comment relativiser certaines notions », Revue française des sciences de l'information et de la communication, no 10,‎ 2017 (ISSN 2263-0856, lire en ligne, consulté le 18 septembre 2017)
- « Destin, Providence et temps cyclique : Quelle liberté pour les personnages de Battlestar Galactica ? », TV Series, no 11,‎ 2017 (ISSN 2266-0909, lire en ligne, consulté le 18 septembre 2017)
- « Penny Dreadful ou comment la littérature peut-elle donner naissance à une série ? », TV Series, no 17,‎ 2017 (ISSN 2266-0909, DOI 10.4000/tvseries.2188)
- « Jouer dans un monde informatisé : l’imaginaire informatique dans les jeux de rôle cyberpunk », ReS Futurae, no 10,‎ 2017 (ISSN 2264-6949, DOI 10.4000/resf.1089, lire en ligne, consulté le 1er décembre 2017)
- « Récit », dans Anne Besson, Dictionnaire de la fantasy, Paris, Vendémiaire, 2018 (ISBN 2363583159)
- « La fantasy arthurienne, un écogenre ? », dans Éco-graphies : Écologie et littératures pour la jeunesse, Presses universitaires de Rennes, 2018 (ISBN 978-2-7535-7461-8), p. 178-188
- « Stelarc et la posthumanité », Université de l'imaginaire, sur ActuSF, Patrick Absalon et Philippe Clermont, 1er mai 2019 (consulté le 10 mai 2019)
- « Le Livre de base du jeu de rôle. Du mode d'emploi au support de rêverie », dans Le Jeu de rôle sur table, un laboratoire de l'imaginaire, Classiques Garnier, 2019 (ISBN 978-2-406-07481-6), p. 247-260
- Isabelle PERIER, « Construire des mondes imaginaires : l'exemple des exergues de Pierre Bordage », Cultural Express, no 1,‎ 1er avril 2019 (lire en ligne , consulté le 12 mai 2025)
- « Les lieux de vie en SF : quelles spécificités ? », dans Lieux de vie en science-fiction, Stella incognita, 2021 (ISBN 9782322200344), p. 7-20
- « De l’amitié posthumaine : L’exemple du « Cycle de la Culture » de Iain M. Banks », Mobilis in Mobile, vol. hors série, no 1,‎ 2022 (lire en ligne, consulté le 2 avril 2022)

### Presse spécialisée en jeux de rôle
Casus Belli
- Isabelle Périer, « Critiques : Nobilis, écran et scénario », Casus Belli, Paris, Arkana Press, vol. 2, no 14,‎ juin 2002, p. 80 (ISSN 0243-1327)
- Isabelle Périer, « Le Guide abymois : voyage au bout de l'ailleurs », Casus Belli, Paris, Arkana Press, vol. 2, no 16,‎ octobre 2002, p. 26 (ISSN 0243-1327)
- Isabelle Périer, « Critiques : Agone, Éclats de sang », Casus Belli, Paris, Arkana Press, vol. 2, no 16,‎ octobre 2002, p. 85 (ISSN 0243-1327)
- Isabelle Périer, « Gehenna : time of judgment », Casus Belli, Paris, Arkana Press, vol. 2, no 26,‎ juin 2004, p. 62 (ISSN 0243-1327)
- Isabelle Périer, « Critiques : Exil, écran », Casus Belli, Paris, Arkana Press, vol. 2, no 34,‎ octobre 2005, p. 72 (ISSN 0243-1327)
- Isabelle Périer, « Critiques : Souffre-jour no 3, Les Abysses », Casus Belli, Paris, Arkana Press, vol. 2, no 35,‎ décembre 2006, p. 71 (ISSN 0243-1327)
- Sébastien Célerin et Maxime Gabriels, « Hommage à Isabelle Périer », Casus Belli, Lyon, Black Book, vol. 4, no 23,‎ octobre 2017, p. 40-41 (ISBN 978-2-36328-452-5 et 978-2-36328-451-8)

Jeu de rôle magazine
- Isabelle Périer, « On y a joué », Jeu de rôle magazine, Paris, Titam, no 29,‎ printemps 2015, p. 22-23 (ISBN 979-10-90160-08-8) Chroniques de : Dieux Ennemis : Des Dieux. Des Héros. — Within — City Hall — Marins de Bretagne.
- Isabelle Périer, « Rencontre avec Isabelle Périer : Les Héritiers », Jeu de rôle magazine, Paris, Titam, no 32,‎ hiver 2015, p. 16-19 (ISBN 979-10-90160-08-8)
- Isabelle Périer, « Scénario Mournblade : L'Affaire Kal'Has », Jeu de rôle magazine, Paris, Titam, no 32,‎ hiver 2015, p. 56-67 (ISBN 979-10-90160-08-8)
- Isabelle Périer, « Édito », Jeu de rôle magazine, Paris, Titam, no 39,‎ automne 2017, p. 3
- Isabelle Périer, « Scénario Mournblade : Le Massacre de la Saint Séverin », Jeu de rôle magazine, Paris, Titam, no 39,‎ automne 2017, p. 78-89
- Jean-Luc Boukhari, « Hommage à Isabelle Périer », Jeu de rôle magazine, Paris, Titam, no 40,‎ hiver 2018, p. 14-15
- [Jawad, Clavel et Lemonnier 2020] Jawad, Fabien Clavel et Grégory Lemonnier, « Rencontre avec… Trois héritiers », Jeu de rôle magazine, Paris, Titam, no 48,‎ hiver 2020, p. 20-26

## Ouvrages
- Isabelle Périer et Frédéric Weil, Les vélins carminae : voix et secrets des nephilim, Saint-Laurent-d'Oingt, Mnémos, octobre 2013, 244 p. (ISBN 978-2-35408-166-9, présentation en ligne)
- Marie de France, Isabelle Périer et Olivier-Marc Nadel, Cinq histoires d'amour et de chevalerie : d'après les lais de Marie de France, Paris, Flammarion, coll. « Étonnantiss!mes : collège », 2012, 93 p. (ISBN 978-2-08-125002-4)

En tant qu'éditrice
- Marivaux, L'Île des esclaves, Paris, Flammarion, coll. « Étonnants classiques — Texte intégral », 2012, 128 p. (ISBN 978-2-08-141617-8, présentation en ligne)
- Fabien Clavel (dir.) et Isabelle Périer (dir.), Héros qui comme Ulysse, Paris, Flammarion, coll. « Étonnants classiques — Nouvelles », 2016, 160 p. (ISBN 978-2-08-138514-6, présentation en ligne)
- Fabien Clavel (dir.), Isabelle Périer (dir.), Isaac Asimov, Ray Bradbury, Fabrice Colin, Johan Heliot et H.G. Wells, Rêver le progrès, Paris, Flammarion, coll. « Étonnants classiques — Nouvelles », 2017, 188 p. (ISBN 978-2-08-139575-6, présentation en ligne)
- Isabelle Périer (dir.), Raphaël Albert, Charlotte Bousquet, Alexandre Clavel, Fabien Clavel, Estelle Faye, Mathieu Gaborit, Arnaud Arnaud Gaugain, Raphaël Granier de Cassagnac, Nicolas Le Breton, Tristan Lhomme, Samuel Metzener et Franck Plasse, Contes d’écryme, Saint-Laurent-d'Oingt, Mnémos, 2017, 272 p. (ISBN 978-2-35408-532-2, présentation en ligne)

### Jeux de rôle
Gamme Nephilim
- Gaëtan Bothorel, Sébastien Célerin, Arnaud Cuidet, Damien Desnous, Jean-Christophe Dubacq, David Goutx, Humeau, Vincent Kaufmann, Grégoire Laakmann, Tristan Lhomme, Jean-Baptiste Lullien, Éric Paris, Isabelle Périer, Franck Plasse et Frédéric Weil, Livre des Joueurs, Multisim, coll. « Nephilim : Révélation », 2001, 270 p. (ISBN 2-84476-098-8)
- Gaëtan Bothorel, Sébastien Célerin, Arnaud Cuidet, Damien Desnous, Jean-Christophe Dubacq, David Goutx, Humeau, Vincent Kaufmann, Grégoire Laakmann, Tristan Lhomme, Jean-Baptiste Lullien, Éric Paris, Isabelle Périer, Franck Plasse et Frédéric Weil, Livre du Meneur de Jeu, coll. « Nephilim : Révélation », 2001, 272 p. (ISBN 2-84476-099-6)
- Sébastien Célerin, Vincent Kaufmann, Éric Paris, Isabelle Périer et Xavier Spinat, Écran du Meneur de Jeu, Multisim, coll. « Nephilim : Révélation », 2001
- Damien Desnous, Vincent Kaufmann, Grégoire Laakmann, Tristan Lhomme, Éric Paris, Isabelle Périer et Franck Plasse, Le Codex des Selenim, Multisim, coll. « Nephilim : Révélation », 2002, 128 p. (ISBN 2-84476-118-6)
- Vincent Kaufmann, Éric Paris, Isabelle Périer et Damien Rocroy, Les Bohémiens, Multisim, coll. « Nephilim : Révélation », 2003, 112 p. (ISBN 2-84476-137-2)
- Sébastien Célerin, Damien Desnous, Nicolas Heitz, Hélène Henry, Grégoire Laakmann, Isabelle Périer, Damien Rocroy et Martin Terrier, Nephilim, Mnémos, coll. « Nephilim 4e édition », 2012, 216 p. (ISBN 978-2-35408-259-8)
- Sébastien Célerin, Damien Desnous, Nicolas Heitz, Hélène Henry, Grégoire Laakmann, Isabelle Périer, Damien Rocroy et Martin Terrier, Kit du Maître de Jeu, Mnémos, coll. « Nephilim 4e édition », 2012 (ISBN 978-2-35408-258-1)

Gamme Mournblade
- Benoît Attinost, Vincent Blanchard, Julien Dumas-Pihou, Stéphane Gallot, Jawad, Isabelle Périer, Ismaël Saura et Martin Terrier, Écran, Département des Sombres Projets, coll. « Mournblade », 2013
- Benoît Attinost, Vincent Blanchard, Frédéric Chansel, Julien Dumas-Pihou, Stéphane Gallot, Jawad, Isabelle Périer, Ismaël Saura et Martin Terrier, Mournblade, Département des Sombres Projets, coll. « Mournblade », 2012, 304 p. (ISBN 979-10-90160-04-0)
- Vincent Blanchard, Sébastien Célerin, Christophe Dénouveaux, Jawad, Sylvain Membre, Isabelle Périer et Ismaël Saura, L'Œil du Sorcier, Département des Sombres Projets, coll. « Mournblade », 2014, 160 p. (ISBN 979-10-90160-06-4)
- Vincent Blanchard, Jawad, Sylvain Membre, Isabelle Périer et Ismaël Saura, Les Seigneurs d'En-Haut, Département des Sombres Projets, coll. « Mournblade », 2015, 108 p. (ISBN 979-10-90160-12-5)
- Benoît Attinost, Vincent Blanchard, Frédéric Chansel, Julien Dumas-Pihou, Stéphane Gallot, Jawad, Isabelle Périer, Ismaël Saura et Martin Terrier, Kit de Découverte, Département des Sombres Projets, coll. « Mournblade », 2015, 88 p. (ISBN 979-10-90160-11-8)

Autre
- Muriel Algayres, Raphaël Bardas, Pierre Coppet, Arnaud Cuidet, Nadège Debray, Vincent Kaufmann, Grégoire Laakmann, Jean-Baptiste Lullien, Éric Paris, Willem Peerbolte, Isabelle Périer et Stéphane Pihen, Dramatis Personae, Multisim, coll. « Agone », 2003, 128 p. (ISBN 2-84476-135-6)
- Vincent Blanchard, Pierre Coppet, Isabelle Périer et Ismaël Saura, Good Old Ingland, Département des Sombres Projets, coll. « Wasteland », 2014, 144 p. (ISBN 979-10-90160-07-1)
- Nathalie Besson, Jérôme Bouscaut, Damien Desnous, Isabelle Périer, Franck Plasse et Jérôme Verschueren, Kadath, Les XII Singes, 2011 (ISBN 978-2-918045-28-1)
- Isabelle Périer, « Adapter une œuvre pour en faire un scénario », dans Mener des Parties de Jeu de Rôle, Lapin Marteau, 2016
- Nicolas Bernard, Vincent Blanchard, Fabien Clavel, Grégory Lemonnier, Éric Paris et Isabelle Périer, Les Héritiers : Aventures féériques à la Belle Époque, Département des sombres projets, 2021, 360 p. (ISBN 979-10-90160-19-4)